# Философов, Михаил Михайлович
Михаил Михайлович Филосо́фов (1732 — 27 сентября 1811) — русский военный и дипломат, генерал от инфантерии. В 1796—1798 гг. первый военный губернатор смоленский и псковский.

## Биография
Родился в семье генерала Михаила Ивановича из смоленского дворянского рода. Образование получил в пансионе, где проявил способности к математике и иностранным языкам.
На военной службе М. М. Философов, в чине поручика, находился с 1747 г. В сражении при Франкфурте-на-Одере (1 августа 1759 г.) во время Семилетней войны он был тяжело ранен, но, выздоровев, вновь вступил в действующую армию, получив чин полковника. При Петре III получил чин бригадира. В 1762 г. Екатерина II пожаловала Михаилу Михайловичу чин генерал-майора. Начиная с 1764 года выполнял дипломатические поручения Н. И. Панина в Париже, Лондоне, Пруссии. В 1766 г. Философов возглавил Сухопутный шляхетский корпус.

### Миссия в Дании
Заметив в Философове дипломатические способности, Екатерина II назначила его в 1768 г. посланником при дворе датского короля вместо скончавшегося барона И. А. Корфа. Тогда это был один из важнейших постов, так как Россия вела переговоры с Данией об обмене Голштинии и старалась помешать её союзу с враждебной России Швецией. В Копенгагене Философов умело вмешиваясь в борьбу придворных партий, окружавших слабого короля Христиана VII, и содействуя падению Струэнзе,  сумел заслужить расположение датского премьер-министра графа Бернсторфа, установить дружеские отношения между государствами и в итоге парализовать враждебную России политику Швеции.
Однако в 1770 г. король уволил графа, а новым министром иностранных дел был назначен противник сближения с Россией Ранцау. В сложившейся ситуации Философов был отозван из Дании, а на его место был назначен прежний секретарь посольства Местмахер.
По неизвестным причинам Философов навлёк на себя неблаговоление императрицы и в 1774 г., особенно тяжёло огорчённый потерей друга А. И. Бибикова, вышел в отставку. В уединении, занимаясь науками, он переводил с французского языка «Пустынника» виконта де Аленкура и «Инструкции, или Воинское наставление Фридриха, короля прусского его генералитету». Это не могло остаться без внимания со стороны нового российского императора Павла I, известного своими симпатиями к Пруссии.

### Губернаторство
Долгое время М. М. Философов оставался не у дел и вернулся на службу только после смерти Екатерины II. В конце 1796 г. император произвёл М. М. Философова в генералы от инфантерии и назначил его смоленским и псковским военным губернатором. В этом же году Михаил Михайлович был награждён орденом Св. Андрея Первозванного (3 февраля 1796 г.). Основную часть своего губернаторского срока Философов провёл в Пскове, что было связано с проходившими там крестьянскими волнениями.
М. М. Философову ставится в заслугу «забота об улучшении сельской промышленности вверенного ему края». В Государственный совет им было внесено несколько предложений «о создании полотяных фабрик и казенных фабрик для производства солдатского сукна». В июле 1797 г. он предоставил императору проект об учреждении в Смоленской и Псковской губерниях полиции (прежде эти функции выполняли местные армейские гарнизоны), планируя средства на её содержание получать от налога на купцов и мещан. Однако этот проект не был осуществлён: спустя полгода генерал-прокурор А. Б. Куракин ответил Философову, что «делается особое Учреждение о полиции в городе Петербурге, которому бы сообразно и во всех других городах оной быть надлежит».
М. М. Философов был уволен с должности смоленского и псковского губернатора 12 марта 1798 года. Император Александр I назначил его членом учреждённого в 1801 году Государственного совета.
Живя в своём имении Котельня Островской округи, Философов письмом от 22 августа 1810 г. просил императора разрешить ему «по болезненным припадкам» оставаться в «уединённой и покойной деревенской жизни». Александр согласился при условии, что «как скоро дела государственные потребуют вашего здесь пребывания, то по первому воззванию не умедлите сюда прибыть». Умер М. М. Философов 27 сентября 1811 года и был погребён в своём имении.
По отзывам современников, Философов, «имея ум быстрый и глубокий, характер независимый и резкий», нажил себе немало врагов, но «пользовался всегда репутацией честного и верного служаки».